# Overbeek-Goldmedaille
Die Overbeek-Goldmedaille (Overbeek Gold Medal) ist eine jährlich seit 2005 vergebene Auszeichnung für Kolloidwissenschaft und Wissenschaft von Grenzflächen der European Colloid & Interface Society (ECIS).
Sie ist zu Ehren des Kolloidwissenschaftlers Theodor Overbeek (1911–2007) benannt. Overbeek war auch der erste Empfänger des Preises.

## Preisträger
- 2005 Theodor Overbeek
- 2006 Håkan Wennerström (Lund)
- 2007 Helmuth Möhwald (Golm)
- 2008 Björn Lindman (Lund)
- 2009 Gerard Fleer (Wageningen)
- 2010 Brian Vincent (Bristol)
- 2011 Heinz Hoffmann (Bayreuth)
- 2012 Dominique Langevin (Paris)
- 2013 Otto Glatter (Graz)
- 2014 Barry W. Ninham (Canberra)
- 2015 Mario Corti (Mailand)
- 2016 Piero Baglioni (Florenz)
- 2017 Thomas Zemb (Marcoule)
- 2018 Henk Lekkerkerker (Utrecht)
- 2019 Yeshayahu Talmon (Ishi Talmon, Haifa)
- 2020 Peter Schurtenberger (Lund)
- 2021 Jacob Klein (Rechovot)
- 2022 Hans-Jürgen Butt (Mainz)
- 2023 Bernard P. Binks (Hull)
- 2024 Reinhard Strey (Köln)
- 2025 Robert K. Thomas (Oxford)